# Osiecko (Lubusz)
Pour les articles homonymes, voir Osiecko.
Osiecko (prononciation : [ɔˈɕet͡skɔ] ; en allemand : Oscht) est un village de la gmina de Bledzew, dans le powiat de Międzyrzecz de la voïvodie de Lubusz, dans l'ouest de la Pologne.

## Géographie
Le village se situe dans l'ouest de la région historique de Grande-Pologne, à environ 8 kilomètres à l'ouest de Bledzew (siège de la gmina), 23 kilomètres à l'ouest de Międzyrzecz (siège du powiat), 25 kilomètres au sud de Gorzów Wielkopolski (capitale de la voïvodie) et 66 kilomètres au nord de Zielona Góra (siège de la diétine régionale).
Le village compte approximativement une population de 420 habitants.

## Histoire
Le lieu d'Oszec fut mentionné pour la première fois en 1312, lorsque les alentours de Bledzew étaient temporairement dominés par les margraves de Brandebourg, seigneurs du pays de Lubusz à l'ouest. Néanmoins, de 1320 jusqu'aux partages de la Pologne vers la fin du XVIIIe siècle, il a été incorporé dans la voïvodie de Poznań au sein de la couronne du royaume de Pologne. Le village était situé tout près de la frontière avec la marche de Brandebourg.

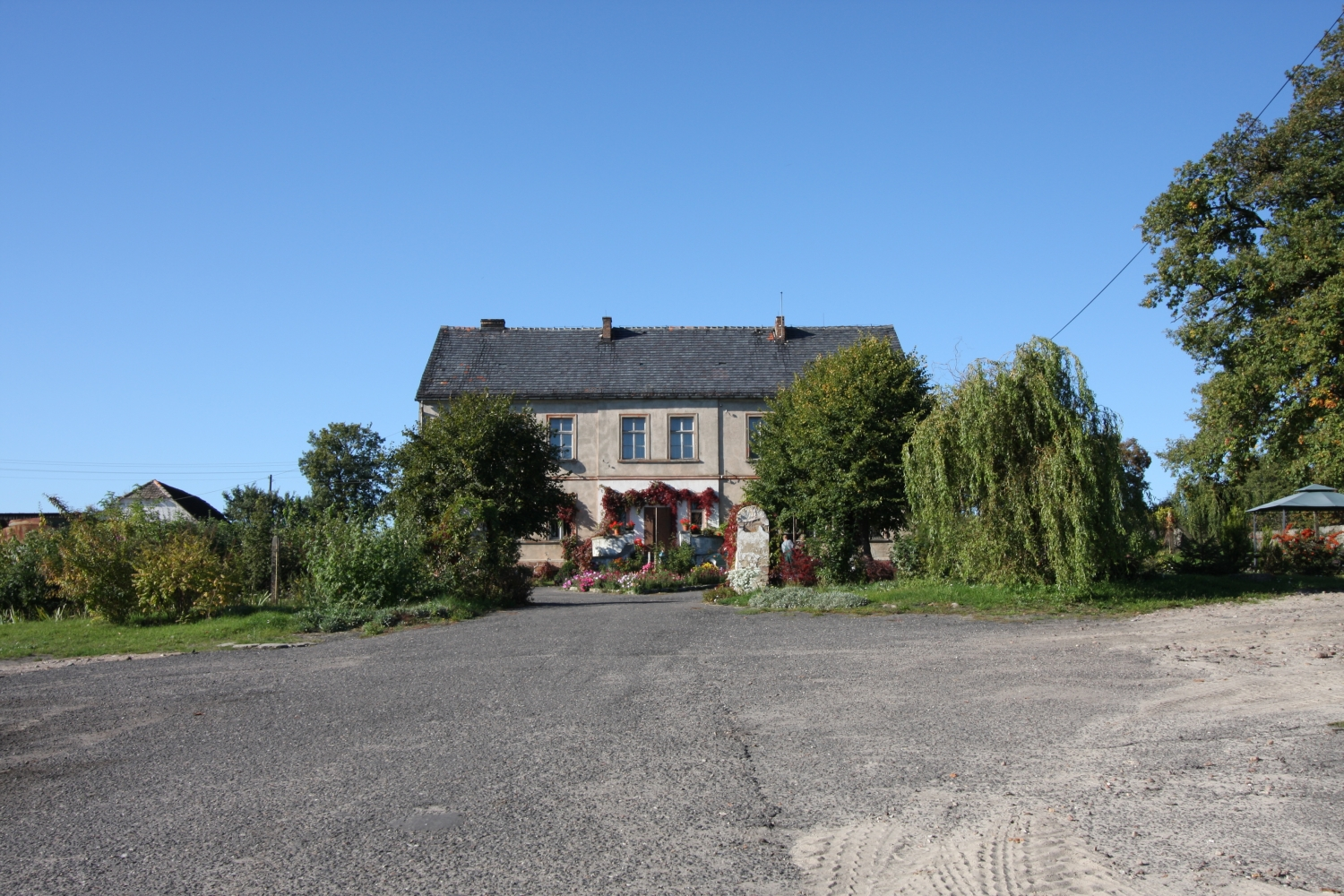
Manoir.

Au cours du deuxième partage de la Pologne en 1793, le village est annexé par le royaume de Prusse et incorporé dans la province de Prusse-Méridionale. Selon les stipulations des traités de Tilsit signés en 1807, il faisait partie du département de Poznań au sein du duché de Varsovie. Après le congrès de Vienne en 1815, il est incorporé dans le grand-duché de Posen sous le nom d'Oscht (voir Évolution territoriale de la Pologne). La commune faisait partie de l'arrondissement de Birnbaum puis, à partir de 1887, de l'arrondissement de Schwerin-sur-la-Warthe.
Après la Seconde Guerre mondiale, avec la mise en œuvre de la ligne Oder-Neisse, le village retourne à la république de Pologne et la population germanophone a été expulsée. De 1975 à 1998, le village appartenait administrativement à la voïvodie de Gorzów. Depuis 1999, il appartient administrativement à la voïvodie de Lubusz